# Ілля Ціон
Ілля Фаддейович Ціон (1842—1912) — фізіолог.
Народився в Тельшяї, в сьогоднішній Литві. У 1864 році закінчив Берлінський університет. На початку 1870-х років був професором Петербузького університету і Медично-хірургічної академії. Високі оцінки колег-сучасників одержали праці Ціона з фізіології кровообігу і нервової системи людини.
У 1866 році разом з німецьким фізіологом Карлом Людвігом Ціон відкрив депесорний нерв, який відходить від дуги аорти, й показав, що роздратування його центрального закінчення викликає спад кров'яного тиску внаслідок розширення судин. Він відкрив нерви, які прискорюють серцеву діяльність, дослідив вплив змін температури, а також кисню й вуглекислоти на ритм і силу скорочень серця. Автор одного з перших в Росії підручників з фізіології. Помер в еміграції в Парижі.